# 第一次大甲土城戰役
第一次大甲土城戰役，戴潮春事件系列戰役之一，於1862年（同治元年）農曆五月初五至廿一日發生在大清臺灣道，戰事地點位於大甲土城。大甲土豪王和尚等響應戴潮春起事，三月間強佔大甲城叛清自立，五月間官軍先偕竹塹團練之力收復大甲土城，並擊退大甲紅軍（反抗軍），結果以王和尚接受清廷招降作收。

## 背景

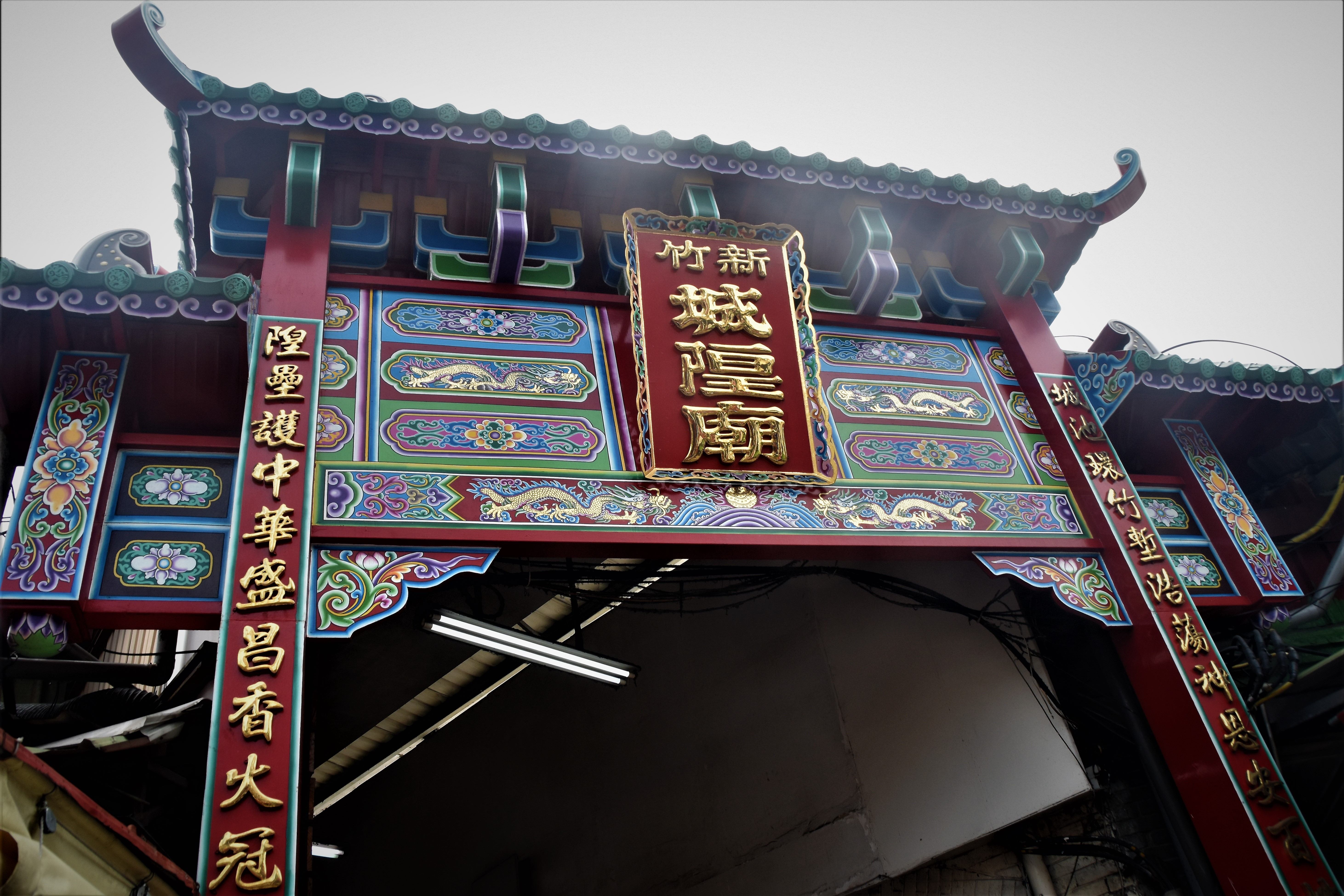
淡水廳城中的新竹都城隍廟。

同治元年（1862年）春二月，以戴潮春為首的天地會眾在彰化縣各地騷動不止，臺北團練鹽運使銜浙江補用道林占梅（竹塹人）乃設保安總局於淡水廳城，結合其他鄉紳鄭秉經、陳緝熙、翁林萃董事聯絡鄉民，委蔡宇出任勇首，訓練鄉勇。
同治元年（1862年）春三月，淡水撫民同知秋曰覲奉臺灣道道員孔昭慈之命南下彰化縣境內平叛。三月十七日，官兵與戴軍天地會勢力在大墩、烏日庄交戰（今臺中市），折損嚴重，秋曰覲亦命喪沙場、彰化縣城後於三月二十日淪陷，今臺中地區、彰化市區落入天地會紅軍控制。
大甲土豪王和尚逕自率其黨羽莊柳、陳再添、王九螺等據地為王，響應戴潮春豎紅旗反清；嗣後戴潮春亦遣派蔣馬泉協守大甲城。淡水廳大甲庄本有駐軍以及官員，臺灣北路協於此設有大甲汛，屬北路協右營（竹塹營）管轄，經此波動盪之後，守備洪氏及淡水廳大甲巡檢吳氏卻先行遁逃。
大甲城陷消息傳來，淡水廳境內民心躁動，竹塹鄉紳對率勇避退或堅持守淡水城，意見分歧，林占梅力主守城不退，阻敵北上，並推舉候補通判張世英，接替戰死的秋曰覲，代理淡水同知一職，為安撫民心，林占梅與張世英齊聚城隍廟前立誓抗敵，後獲福建巡撫徐宗幹同意，並獲福建布政使（藩司）頒發總辦臺北軍務的鈴記（機關印章）。

## 過程
同治元年（1862年）夏五月，林占梅遣派竹塹練總蔡宇、生員陳緝熙率勇 400 名，前往大甲。五月初五日，時值端午，大甲城內因派系故，城中小姓家族欲做生意，擅開東門，蔡宇、陳緝熙趁勢奪門而入、一舉佔領大甲土城。張世英亦紮軍翁仔社，並率兵勇巡視淡水廳以南，便於各地聲援。
蔣馬泉與王和尚逃回彰化縣城，時值五月，彰化縣城首領已從戴潮春換作林日成，林日成因大甲城丟失一事勃然大怒，不僅下令抄斬蔣馬泉全家，責陳王和尚務必戴罪立功。王和尚糾集族人及餘黨，又令何守、戴如川、陳鮄、劉安、趙憨與楊大奇率二十七營軍約莫萬餘人，反攻大甲。
五月十三日，署淡水同知張世英聞訊，偕千總曾捷步、把總周長桂，率軍進發大甲馳援，並聯絡翁仔社義首羅冠英、林傳生等隨軍出征，途中掃蕩戴瑞必等其他叛軍。
五月二十一日，紅軍包圍大甲城，並阻斷水道，清軍斷水數日後天降甘霖，大甲城內官兵士氣大振。蔡宇、陳緝熙亦自大甲城開門出戰，與張世英軍隊聯合夾擊，王和尚潰敗。嗣後，戴瑞必等十二名紅軍首領梟首示眾，另有 300 餘人陣亡，而紅軍首領王和尚與陳緝熙有私交，同王九螺接受朝廷招降，大甲城危方解。

## 其他
- 當時除王和尚據大甲作亂之外，中港（今苗栗縣竹南鎮）王江龍亦自立叛清，後被竹塹生員陳其英率勇拘殺；粵人李阿兩等亦帶人掠劫，被商人杜喜率眾抵禦，退敵潰之；林林總總亂事不斷，導致北路軍務軍費龐大，多賴新竹總理林願自安撫局抽取厘金，陳緝熙四處懇託竹塹富戶捐款，尚有不足額之處，則由林占梅出資貼補。[2][8]

- 林豪《東瀛紀事》中曾論曰，在北路戰事之中，低矮的大甲城多次遭難得以守成，一多賴竹塹總局出兵接濟之功、二則係翁仔社羅冠英多次馳援。[8][2]

## 軼聞

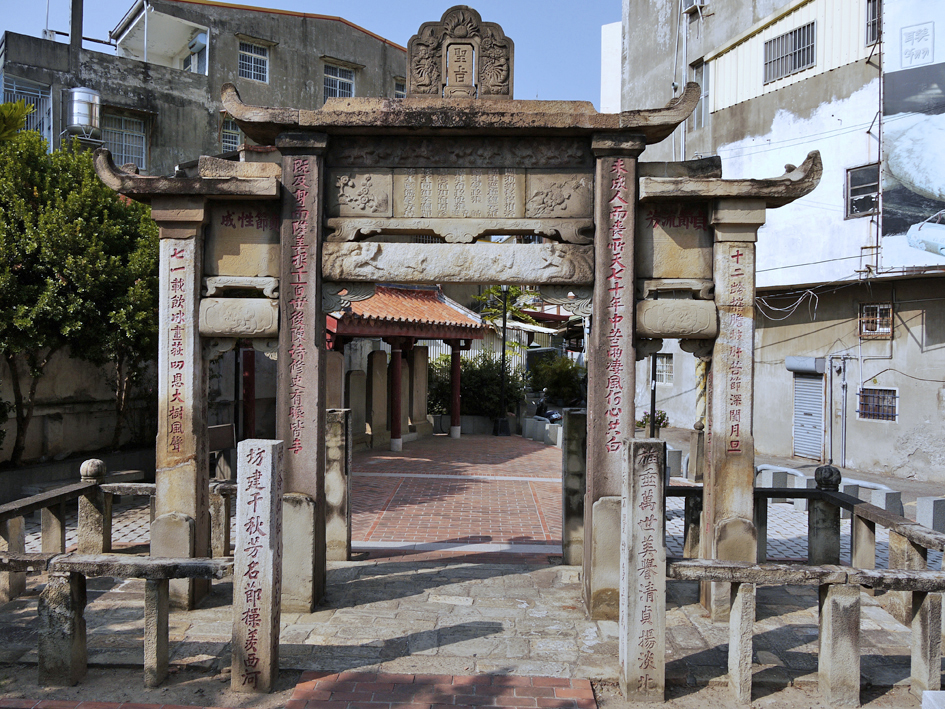
大甲林氏貞孝坊。

大甲有一節婦林氏，為余家苗媳（童養媳），十二歲夫死即發願守節，侍奉夫家極其孝順。大甲之役爆發時，林氏已七十歲有餘，當時王和尚與紅軍等包圍大甲土城，截斷水道，民心大亂，林婦乃挺身祈雨三次，雨皆隨林婦之呼應而降，民心軍容因此大振，莫不以為神助。戰後，民眾乃準備牲禮至城外節孝坊拜祭，以謝神恩。

## 後續
清軍收復大甲土城之後，紅軍暫將主力轉往南路戰場如嘉義、斗六門一帶。同治元年（1862年）農曆十一月間，王和尚復叛清廷，聯合戴潮春軍隊發動第二次大甲土城之役、同治二年（1863年）正月，則由林日成軍隊發動第三次大甲土城之役；皆以清軍獲勝、守住大甲土城告終。